# 太和 (後趙)
太和（たいわ）は、五胡十六国時代、後趙の君主石勒の治世に使用された元号。328年1月 - 330年8月。石勒は319年に王を自称し、元号は328年より使用を開始している。

## 西暦・干支との対照表
| 太和 | 元年  | 2年   | 3年   |
| 西暦 | 328年 | 329年 | 330年 |
| 干支 | 戊子  | 己丑  | 庚寅  |